# Briga-Glis
Briga-Glis (toponimo italiano; in tedesco e ufficialmente Brig-Glis, in francese Brigue-Glis) è un comune svizzero di 13 158 abitanti del Canton Vallese, nel distretto di Briga del quale è capoluogo; ha lo status di città.

## Geografia fisica
Il comune di Briga-Glis si trova ai piedi del passo del Sempione; il suo punto più alto è a 2736 metri sul livello del mare e la sua superficie complessiva è di circa 37 km².

## Storia
Il comune di Briga-Glis è stato istituito nel 1972 con la fusione dei comuni soppressi di Briga, Brigerbad e Glis; capoluogo municipale è Briga. Nel 2008 è stata insignita del titolo di Città alpina dell'anno. Durante il primo Medioevo l'area faceva parte del Ducato di Milano e della diocesi di Novara ed era di lingua e cultura italiana, ma in seguito al distacco dal Ducato di Milano e, in seguito, anche dalla diocesi di Milano (1822), i villaggi di Briga, Gondo e Sempione si andarono germanizzando.

## Società

### Evoluzione demografica
L'evoluzione demografica è riportata nella seguente tabella:
Abitanti censiti